# Ulrike Ottinger
Ulrike Ottinger   (Constança, 6 de juny de 1942) és una cineasta i fotògrafa alemanya.

## Primers anys de vida
El 1959 Ulrike Ottinger va començar a estudiar a l'Acadèmia de Belles Arts de Múnic i va treballar com a pintora. La seva mare, Maria Weinberg, era periodista i el seu pare, Ulrich Ottinger, era pintor.
De 1962 a 1968, Ottinger va treballar com a artista autònom a París i va estudiar aiguafort amb Johnny Friedlaender, entre altres estudis. Van participar en diverses exposicions.

## Carrera cinematogràfica
S'ha dit que les pel·lícules d'Ottinger "rebutgen o parodien les convencions del cinema d'art i cerquen noves maneres de construir el plaer visual, creant diverses posicions d'espectadors habitualment descuidades o marginades per la direcció cinematogràfica". Les seves pel·lícules inclouen forts elements d'estilització i fantasia, així com exploracions etnogràfiques.
El 1966 va escriure el seu primer guió, titulat Die Mongolische Doppelschublade.
Ottinger va tornar a Alemanya Occidental el 1969 i, en col·laboració amb el Seminari de Cinema de la Universitat de Constança, va fundar el club de cinema "Visuell", que va dirigir fins al 1972. També va dirigir una galeria i la "galeriepress" associada, on editaven obres d'artistes contemporanis.
Durant aquest temps va conèixer Tabea Blumenschein i Magdalena Montezuma , ambdues han estat escollides com a actrius principals a les seves pel·lícules des de 1972. Ottinger va desenvolupar el seu propi estil de pel·lícula surrealista estrany, que, entre altres coses, va estar marcat per l'abandonament generalitzat d'una trama lineal i, en canvi, es perdura durant molt de temps en escenes individuals, que al seu torn fan disfresses extravagants i extravagants de la imaginació, majoritàriament femenines emeses artísticament per als propis collages. van ser dissenyats.
Va dirigir i va fer l'escenografia per a Clara S. d’Elfriede Jelinek al Württembergisches Staatstheater de Stuttgart el 1983, i va fer el mateix per a Begierde und Fahrerlaubnis de Jelinek a Graz el 1986. L'any 1989, la seva pel·lícula Joana d'Arc de Mongòlia, amb Delphine Seyrig que va actuar en moltes de les seves pel·lícules, va entrar al 39è Festival Internacional de Cinema de Berlín.
El 2003, Ottinger va ser seleccionat per a una exposició individual a la Renaissance Society de Chicago. Titulada South East Passage, l'obra "es divideix en tres capítols: un diari de viatge del viatge de l'artista des del sud-est de Polònia fins a les costes búlgares del mar Negre i un retrat de dues ciutats costaneres, Odessa i Istanbul". South East Passage va ser la primera d'una sèrie d'exposicions de dues parts que exploraven el treball de vídeo d'Europa de l'Est.
Amb motiu de l'estrena de 2009 a Nova York de The Korean Wedding Chest, amb la presència d'Ottinger, The New York Times va caracteritzar el director com: "Durant l'apogeu dels anys vuitanta del nou cinema alemany, havent constituït un una dona avantguardista oposició als melodrames masculins malhumorés de Wenders, Fassbinder i Herzog, les seves pel·lícules són llargues, discursives i molt inventives".
Les pel·lícules d'Ottinger, amb la seva preferència pel llenguatge formal de l'Extrem Orient són visibles, van convertir en les dècades següents, en alguns documentals poc convencionals sobre la vida a diverses regions asiàtiques. Ottinger havia de dirigir la pel·lícula dramàtica de terror Die Blutgräfin, basada en la vida d’Elisabeth Bathory; tanmateix, el projecte no s'ha produït al gener de 2015.

## Altres activitats
Ottinger també ha treballat com a fotògraf, litògraf i pintor. Des del 2019, és membre de l'Acadèmia de les Arts i les Ciències Cinematogràfiques.

## Vida personal
Ottinger viu a Berlín des de 1973. Sempre ha estat obertament lesbiana.

## Filmografia
- 1972: Laokoon & Söhne
- 1973: Berlin-Fieber (pel·lícula documental sobre el Happening Berlin-Fieber de Wolf Vostell)
- 1975: Die Betörung der blauen Matrosen
- 1976: VOAEX (pel·lícula documental sobre la realització de l'escultura Wolf Vostell VOAEX a Espanya)
- 1978: Madame X - Eine absolute Herrscherin (Madame X: An Absolute Ruler)
- 1979: Bildnis einer Trinkerin
- 1981: Freak Orlando
- 1984: Dorian Gray im Spiegel der Boulevardpresse
- 1986: Xina. Die Künste – der Alltag (Xina. Les arts - la gent)
- 1986: Sieben Frauen – Sieben Todsünden (Set dones, set pecats)
- 1989: Joana d'Arc de Mongòlia
- 1990: Compte enrere
- 1992: Taigà
- 1997: Exil Shanghai
- 2002: Südostpassage (Passatge del Sud-est)
- 2004: Zwölf Stühle (Dotze cadires)
- 2007: Prater
- 2009: Encara en moviment (curt)
- 2009: El cofre del casament coreà
- 2011: Sota la neu
- 2016: Chamisso's Shadow: A Journey to the Bering Sea in Three Chapters
- 2020: Paris Calligrammes